# Dam it!
Dam it! ist der Name eines Kartenspiels des kanadischen Spieleautors Graeme Jahns, das im Jahr 2018 bei dem Verlag HUCH! erschienen ist. Bei dem Spiel geht es darum, in der Rolle von Bibern eine möglichst wertvolle Kartenauslage aus Ästen zu bilden, die aus einem Fluss gesammelt werden, und zugleich zu verhindern, im Fluss treibenden Müll mitzusammeln.

## Thema und Ausstattung
Bei Dam it! versuchen die Spieler eine möglichst wertvolle Kartenauslage aus verschiedenen Arten von Treibholz zu bilden und zugleich die Aufnahme von im Fluss schwimmendem Müll zu vermeiden oder dieser durch den Einsatz von Müllabfuhrkarten zu entsorgen. Sie erhalten ihre Karten aus einer Auslage und müssen sie durch Trittsteine bezahlen. In der Spielmechanik ähnelt das Spiel dem Kartensammelmodus von Century: Die Gewürzstraße.
Das Spielmaterial besteht neben einer Spielanleitung aus 66 Flusskarten mit 42 Baumkarten in sieben Holzsorten, 12 Müllabfuhrkarten und 12 Müllkarten sowie 15 Dammkarten und 16 Holzklötzchen („Trittsteine“).

## Spielweise
Zu Beginn des Spiels erhält jeder Spieler vier Trittsteine, die übrigen Steine werden aus dem Spiel genommen. Die Dammkarten werden nach ihren Baukosten in fünf Gruppen getrennt, danach werden sie zudem nach den Siegpunktewerten sortiert und so gestapelt, dass die jeweils wertvollste Karte ganz oben liegt. Diese Stapel werden so in der Tischmitte ausgelegt, dass alle Siegpunkte erkennbar sind. Die Flusskarten werden gemischt und als offener Nachziehstapel auf den Tisch gelegt. Die obersten vier Flusskarten werden offen nebeneinander neben den Nachziehstapel ausgelegt. Danach wird ein Startspieler festgelegt.
Beginnend mit dem Startspieler spielen die Mitspieler im Uhrzeigersinn. Der jeweilige aktive Spieler darf in seinem Zug eine von zwei Aktionen ausführen: Er nimmt eine Flusskarte aus der Auslage oder baut einen Damm.
Möchte ein Spieler eine Flusskarte auf die Hand nehmen, muss er für diese Trittsteinen einsetzen. Die am weitesten vom Nachziehstapel entfernte Karte ist umsonst, eine weiter hinten liegende Karte kann nur genommen werden, wenn der Spieler auf alle vor dieser liegenden Karten jeweils einen Trittstein ablegt. Legt ein Spieler auf alle vier Karten je einen Trittstein darf er die oberste Karte vom Nachziehstapel nehmen. Nimmt ein Spieler eine Karte, auf der bereits Trittsteine liegen, nimmt er auch diese und fügt sie seinem Vorrat zu. Im Fluss können sich drei verschiedene Typen von Flusskarten befinden:
- Baumkarten: In dem Spiel gibt es sieben verschiedene Baumarten, von denen jeweils sechs vorhanden sind. Mit diesen Baumkarten werden die Dämme gebaut, wobei in jedem Damm von jeder Baumart maximal eine Karte vorhanden sein darf.
- Müllkarten: Insgesamt gibt es 12 Müllkarten, die im Fluss schwimmen. Nimmt ein Spieler eine Müllkarten, muss er entweder diese sofort gemeinsam mit einer bereits gezogenen Müllabfuhrkarte ablegen oder die Karte auf den eigenen Wertungsstapel legen, wo sie als verbaut gilt und später Minuspunkte einbringt.
- Müllabfuhr: Die Bibermüllabfuhrkarten werden auf die Hand genommen und können entweder eingesetzt werden, um eine Müllkarte zu entsorgen, oder als Joker beim Dammbau für eine beliebige Holzart mit einem Bauwert 2 eingesetzt werden.

Hat ein Spieler eine Karte aus der Auslage genommen, nimmt er diese auf die Hand. Die Karten der Auslage werden vorgerückt und die entstandene Lücke gefüllt.
Alternativ kann der Spieler sich entscheiden, einen Damm zu bauen. Dazu legt er Baumkarten und evtl. Müllabfuhr aus seiner Hand aus und versucht dabei, durch den Wert der Karten eine der ausliegenden Dammkarten zu bekommen. Dabei darf in jedem Damm jede Baumart nur einmal vorhanden sein. Gelingt es dem Spieler, den Wert einer der ausliegenden Dammkarten (3, 5, 7, 9 oder 11) zu erreichen, bekommt er die jeweils oben liegende Karte und legt diese in seinen Wertungsstapel, die ausgespielten Karten kommen auf den Ablagestapel.
Das Spiel endet, wenn entweder der Fluss nach einem Spielerzug nicht mehr vollständig auf fünf Karten aufgefüllt werden kann oder wenn ein Spieler die letzte Dammbaukarte bekommt. Zur Wertung werden die Siegpunkte der erhaltenen Dammkarten addiert, danach bekommt jeder Spieler pro zwei verbliebener Trittsteine noch einen zusätzlichen Siegpunkt. Die Müllkarten werden abgezogen, wobei eine Müllkarte einen Abzug von einem, zwei Müllkarten einen Abzug von drei etc. entsprechend einer Summenfolge einbringen. Gewinner ist der Spieler, der nach Abzug der Müllpunkte die meisten Siegpunkte erreicht hat. Bei einem Gleichstand gewinnt der Spieler, der bei Spielende in der Summe den höchsten Wert an Baumkarten auf der Hand hat.

## Versionen und Rezeption
Das Spiel Dam it! wurde von dem kanadischen Spieleautor Graeme Jahns entwickelt und erschien 2018 bei dem deutschen Spieleverlag HUCH! sowie in einer polnischen Version unter dem Namen Sztama! bei Granna.

## Belege
1. 1 2 3 4 5 6 7 8  Spieleanleitung Dam it!, HUCH! 2018
2. ↑  Dam it!, Versionen bei BoardGameGeek. Abgerufen am 5. Januar 2019.